# Reasi
Reasi é uma cidade no distrito de Udhampur, no estado indiano de Jammu e Caxemira.

## Demografia
Segundo o censo de 2001, Reasi tinha uma população de 6981 habitantes. Os indivíduos do sexo masculino constituem 54% da população e os do sexo feminino 46%. Reasi tem uma taxa de literacia de 75%, superior à média nacional de 59,5%: a literacia no sexo masculino é de 78% e no sexo feminino é de 70%. Em Reasi, 13% da população está abaixo dos 6 anos de idade.